# Miasta w Finlandii
Według danych oficjalnych pochodzących z 2012 roku Finlandia posiadała 112 miast o ludności przekraczającej 20 tys. mieszkańców. Stolica kraju Helsinki jako jedyne miasto liczył ponad pół miliona mieszkańców; 8 miast z ludnością 100÷500 tys.; 11 miast z ludnością 50÷100 tys., 22 miasta z ludnością 25÷50 tys. oraz reszta miast poniżej 25 tys. mieszkańców.

## Największe miasta w Finlandii
Największe miasta w Finlandii według liczebności mieszkańców (stan na 01.01.2015):
| L.p. | Miasto    | Prowincja            | Liczba ludności |
| ---- | --------- | -------------------- | --------------- |
| 1.   | Helsinki  | Finlandia Południowa | 623 135         |
| 2.   | Espoo     | Finlandia Południowa | 266 123         |
| 3.   | Tampere   | Finlandia Zachodnia  | 223 149         |
| 4.   | Vantaa    | Finlandia Południowa | 211 206         |
| 5.   | Oulu      | Oulu                 | 196 530         |
| 6.   | Turku     | Finlandia Zachodnia  | 184 300         |
| 7.   | Jyväskylä | Finlandia Zachodnia  | 135 958         |
| 8.   | Kuopio    | Finlandia Wschodnia  | 111 320         |
| 9.   | Lahti     | Finlandia Południowa | 103 904         |

## Alfabetyczna lista miast w Finlandii
(w nawiasie rok uzyskania praw miejskich)

- Alajärvi (1986)
- Alavus (1977)
- Anjalankoski (1977)
- Ekenäs (1546)
- Espoo (1972)
- Forssa (1964)
- Haapajärvi (1977)
- Haapavesi
- Hamina (1653)
- Hanko (1874)
- Harjavalta (1977)
- Heinola (1839)
- Helsinki (1550)
- Huittinen (1977)
- Hyvinkää (1960)
- Hämeenlinna (1639)
- Iisalmi (1891)
- Ikaalinen (1977)
- Imatra (1971)
- Jakobstad (1652)
- Joensuu (1848)
- Juankoski (1998)
- Jyväskylä (1837)
- Jämsä (1977)
- Jämsänkoski (1986)
- Järvenpää (1967)
- Kaarina
- Kajaani (1651)
- Kankaanpää (1972)
- Kannus (1986)
- Karis (1977)
- Karkkila (1977)
- Kaskinen (1785)
- Kauhajoki
- Kauhava (1986)
- Kauniainen (1972)
- Kemi (1869)
- Kemijärvi (1973)
- Kerava (1970)
- Keuruu (1986)
- Kitee
- Kiuruvesi
- Kokemäki (1977)
- Kokkola (1620)
- Kotka (1878)
- Kouvola (1960)
- Kristinestad (1649)
- Kuhmo (1986)
- Kuopio (1782)
- Kurikka (1977)
- Kuusamo
- Kuusankoski (1973)
- Lahti (1905)
- Laitila (1986)
- Lappeenranta (1649)
- Lapua (1977)
- Lieksa (1973)
- Lohja (1969)
- Loimaa (1969)
- Loviisa (1745)
- Maarianhamina (1861)
- Mikkeli (1838)
- Mänttä-Vilppula (1973)
- Naantali (1443)
- Nilsiä
- Nivala
- Nokia (1977)
- Nurmes (1974)
- Nykarleby (1620)
- Närpes
- Orimattila
- Orivesi (1986)
- Oulainen (1977)
- Oulu (1605)
- Outokumpu (1977)
- Paimio
- Pargas (1977)
- Parkano (1977)
- Pieksämäki (1962)
- Pori (1558)
- Porvoo (1346)
- Pudasjärvi (2004)
- Pyhäjärvi
- Raahe (1649)
- Rauma (1442)
- Raisio (1974)
- Riihimäki (1960)
- Rovaniemi (1960)
- Saarijärvi (1986)
- Salo (1960)
- Savonlinna (1639)
- Seinäjoki (1960)
- Somero
- Suolahti (1977)
- Suonenjoki (1977)
- Tampere (1779)
- Toijala (1977)
- Tornio (1621)
- Turku (1200–1300)
- Ulvila
- Uusikaupunki (1617)
- Vaasa (1606)
- Valkeakoski (1963)
- Vammala (1965)
- Vantaa (1974)
- Varkaus (1962)
- Viitasaari
- Virrat (1977)
- Ylivieska (1971)
- Ylöjärvi (2004)
- Ähtäri (1986)
- Äänekoski (1973)